# Suliszów (Sandomierz)
Pour les articles homonymes, voir Suliszów.
Suliszów est une localité polonaise de la gmina de Łoniów, située dans le powiat de Sandomierz en voïvodie de Sainte-Croix.